# Tathorhynchus camerounica
Tathorhynchus camerounica là một loài bướm đêm trong họ Erebidae.